# Obsjtina Opan
Obsjtina Opan (bulgariska: Община Опан) är en kommun i Bulgarien.   Den ligger i regionen Stara Zagora, i den centrala delen av landet, 200 km öster om huvudstaden Sofia. Antalet invånare är 3 497. Arean är 257 kvadratkilometer.
Terrängen i Obsjtina Opan är platt.
Obsjtina Opan delas in i:
- Bjal izvor
- Bjalo pole
- Vasil Levski
- Păstren
- Sredets
- Trakija
- Jastrebovo

Följande samhällen finns i Obsjtina Opan:
- Opan

Trakten runt Obsjtina Opan består till största delen av jordbruksmark. Runt Obsjtina Opan är det glesbefolkat, med 18 invånare per kvadratkilometer.